# Praia do Leblon (Porto Alegre)
Amanhecer na Praia do Leblon
A Praia do Leblon é uma pequena praia localizada na cidade de Porto Alegre, capital do estado brasileiro do Rio Grande do Sul. Está situada na enseada sul do bairro Belém Novo, junto à avenida Beira Rio e próximo do morro da Cuíca.
Ao lado da praia do Veludo, a Leblon é uma das praias que costumam ser indicadas como balneáveis para veranistas pela DMAE (Departamento Municipal de Água e Esgoto), por conta do baixo nível de poluição em suas águas. No bairro Belém Novo, abriga os chamados postos 1 e 2.
Ao longo da praia, fica a Praça José Comunal, que se prolonga até a Praça Almerindo Lima, onde estão situadas as Ruínas do Poleto (originalmente restaurante Leblon). Esses espaços de áreas verdes da praia foram planejados dentro do projeto da "Vila Balneária Nova Belém" (1927).